# Cała sala śpiewa z nami
Cała sala śpiewa z nami – piosenka Jerzego Połomskiego z albumu pt. Daj, wydana w 1967 roku.

## Opis
Utwór ten, który jest uznawany za jeden z największych przebojów Jerzego Połomskiego, został on wykonany na 5. Krajowym Festiwalu Piosenki Polskiej w Opolu podczas koncertu pt. Przeboje sezonu trzeciego dnia opolskiego festiwalu oraz dwukrotnie na 17. Krajowym Festiwalu Piosenki Polskiej w Opolu: podczas II części koncertu pn. Przeboje 35-lecia trzeciego dnia opolskiego festiwalu oraz podczas koncertu pn. Złote przeboje XXXV-lecia ostatniego dnia opolskiego festiwalu, dzięki głosowaniu publiczności.
Utwór ukazał się również w ścieżce dźwiękowej filmu pt. Murmurando oraz w programie komputerowym pt. Karaoke 100 Hitów, a także na kasetach i płytach takich jak m.in.: Cała sala śpiewa (1970), Złote przeboje (1981), Złota kolekcja: Sentymentalny świat (1998), Galeria polskiej piosenki: Jerzy Połomski. Nie zapomnisz nigdy (1999), Platynowa kolekcja: Jerzy Połomski – Złote przeboje (1999), Bo z dziewczynami: Polskie perły (2003), The Best: Nie zapomnisz nigdy (2006) Platynowe przeboje: Czy ty wiesz moja mała (2007), Przeboje znane i lubiane (2016).

## Pozycje na listach przebojów
| Kraj   | Notowanie (1984)                        | Pozycja |
| ------ | --------------------------------------- | ------- |
| Polska | Jubileuszowa lista przebojów "Panorama" | 19      |

## Inne wykonania
- Grzegorz Skawiński – nagrał własną wersję w 1994 roku[2].
- Kazik Staszewski –  podczas programu pt. Oko w oko[3].
- Tadeusz Drozda – nagrał własną wersję w 1999 roku[4].
- KIS Lech Stawski – nagrał własną wersję w 2001 roku[5][6].
- Andrzej Gałła – jako Prezes Kozłowski w serialu pt. Świat według Kiepskich w 2009 roku.
- Shantel – nagrał własną wersję w 2013 roku[7].
- Łukasz Kledzik – nagrał własną wersję w 2014 roku[8].
- Marcin Przybylski – podczas 2. edycji programu Twoja twarz brzmi znajomo w 2014 roku[9].
- Vertim&Mamzel – nagrał własną wersję w 2015 roku[10][11].
- Waldemar Kleban – nagrał własną wersję w 2016 roku[12].
- Adam Chrola i Mark Szurpik – nagrali własną wersję w 2019 roku[13].
- Chóro Gminy Cewice – podczas koncertu karnawałowego w 2019 roku[14].
- Kazimierz Matecki – podczas 1. edycji programu The Voice Senior w 2019 roku[15].
- Rafał Brzozowski – podczas specjalnego odcinka programu Jaka to melodia? w 2020 roku[16].